# Ceratinopsis xanthippe
Ceratinopsis xanthippe är en spindelart som först beskrevs av Eugen von Keyserling 1886.  Ceratinopsis xanthippe ingår i släktet Ceratinopsis och familjen täckvävarspindlar. Inga underarter finns listade i Catalogue of Life.